# 21 Grams (soundtrack)
21 Grams is het soundtrackalbum bij de gelijknamige film van Alejandro González Iñárritu. De score werd geschreven door de Argentijnse componist Gustavo Santaolalla.

## Achtergrond
De titel van het soundtrackalbum, ontleend aan de gelijknamige film, refereert aan een medisch experiment dat de Amerikaanse wetenschapper Duncan MacDougall in 1907 uitvoerde. MacDougall onderzocht in een bejaardenthuis zes op sterven liggende tuberculosepatiënten. Gedurende het sterfproces werden de bedden waarin de onderzochte personen lagen, op een nauwkeurige, industriële weegschaal gezet. Hierdoor zou gemeten kunnen worden hoeveel gewicht een mens verloren heeft, nadat hij gestorven is. MacDougall concludeerde naar aanleiding van dit onderzoek dat de menselijke ziel 21 gram moest wegen, aangezien dat het gemiddelde gewicht was dat de patiënten na hun dood verloren. De onderzoeker liet de resultaten hiervan zijn theorie ondersteunen, die voorstelde dat de ziel letterlijk te ‘wegen’ was en dat (de massa van) de ziel het lichaam in geval van sterven zou verlaten. In het algemeen wordt aangenomen dat de uitkomst van MacDougalls ‘experiment van de ziel’ niet geloofd moet worden, hoewel het nooit opnieuw is uitgevoerd.
Het experiment van MacDougall bracht scenarioschrijver Guillermo Arriaga en regisseur Iñarritu ertoe het als kapstok te gebruiken. In de film van Iñarritu komen verschillende personen dan ook met elkaar in aanraking door een tragisch auto-ongeluk, een vorm van hyperlink cinema die hij al eerder succesvol toepaste in zijn door critici zeer positief benaderde en meermalen bekroonde film Amores Perros (2000), waarbij er meerdere mensen komen te overlijden.
De betrokkenen worden na het ongeval gevolgd in hun emoties, die zich in een negatieve spiraal bevinden en vele vragen oproepen. Hieruit volgen ook de tracktitels op het album.
De sfeer van de (veelal instrumentale) muziek van Santaolalla sluit goed aan bij de bij vlagen zeer melancholische film. De instrumentatie bestaat voornamelijk uit elektrische vibratogitaar, bandoneon en aan ambient appellerende percussie en elektronica. Met deze beperkte instrumentale basis is de soundtrack zeer minimalistisch en bereikt hij juist een maximaal, soms psychedelisch en emotioneel effect. De score is door de bank genomen amelodieus en grenst bijna aan de status van soundscape.
Er staan enkele inconsistente nummers op, te weten, Ozomatli’s hiphopnummer "Cut Chemist Suite", de door bijrolacteur Benicio Del Toro ingesproken versie van Big Joe Turners rock-’n-rollklassieker "Shake, Rattle and Roll", "Low Rider" van de Amerikaanse funkband War, de soulsong "You’re Losing Me" van Ann Sexton en het uptempo "Can We Mix The Unmixable". Daarnaast zijn in "Can Dry Leaves Help Us" flarden van een telefoongesprek te horen.
De laatste track, "When Our Wings Are Cut, Can We Still Fly?", is in samenwerking met het Kronos Quartet tot stand gekomen, dat het dan ook uitvoert.

## Compositiewijze Santaolalla

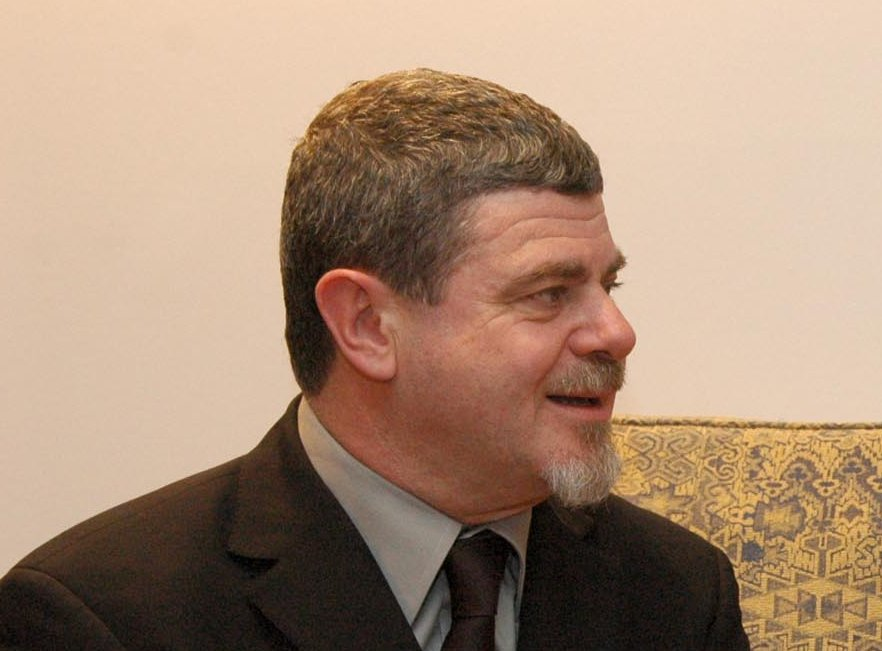
Soundtrackcomponist Gustavo Santaolalla.

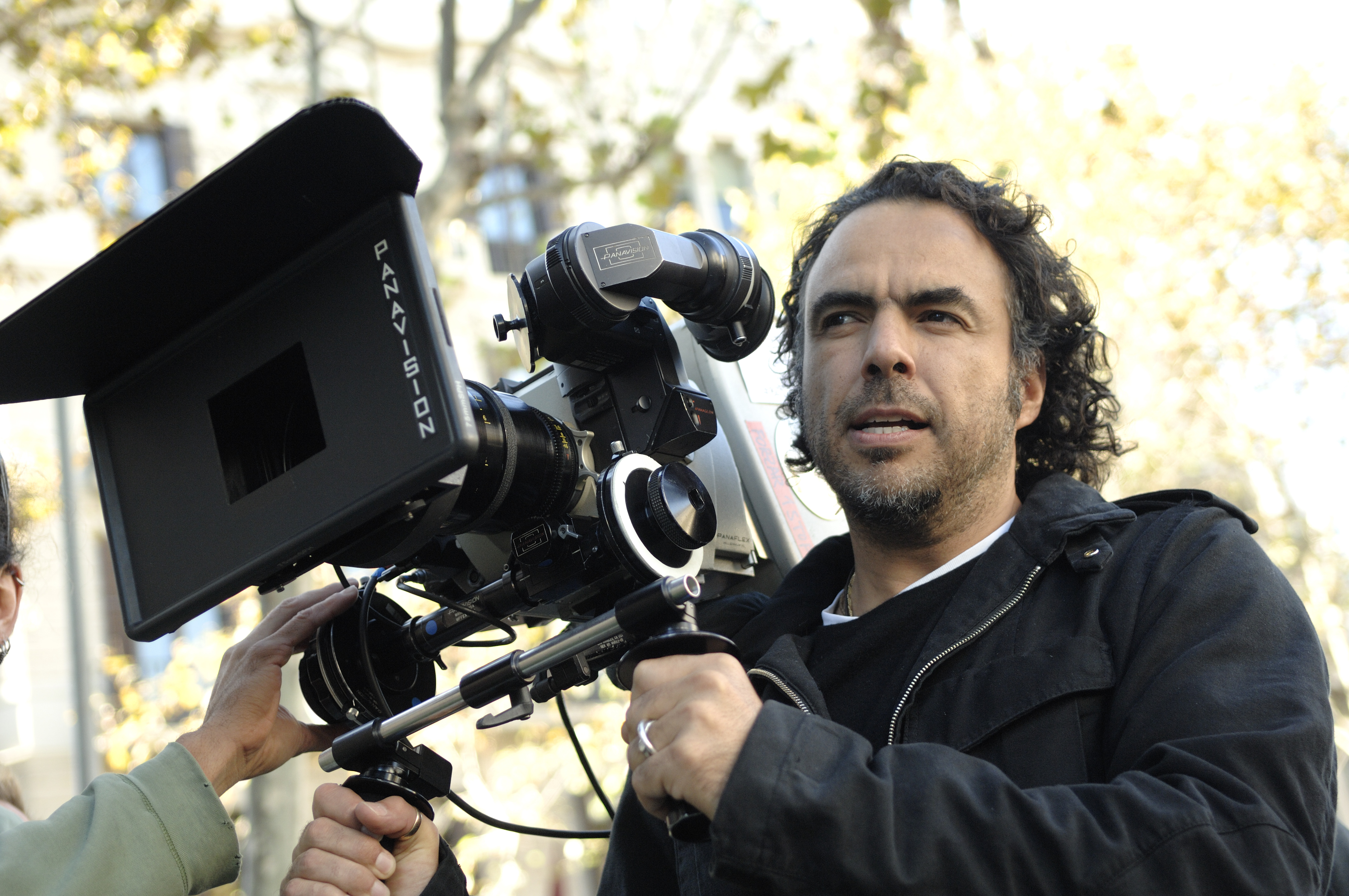
Filmregisseur Alejandro González Iñarritu.

Regisseur Iñarritu en componist Santaolalla hadden, voor de start van het project-21 Grams, al eerder met elkaar gewerkt. Santaolalla schreef namelijk delen van de soundtrack bij Iñarritu’s film Amores Perros. Hierdoor had hij al een verstandhouding op basis van ervaring met de regisseur, waardoor ze elkaar goed aanvoelden. 
De manier waarop Santaolalla aan een score werkt, verschilt van de werkwijze van de meeste soundtrackcomponisten: zij krijgen eerst een volledige indruk van hoe de film eruit komt te zien en beginnen dan met het componeerwerk. Voor 21 Grams sprak hij met oude bekende Iñarritu en begon, met die beperkte indruk, direct aan de soundtrack en leverde op die manier enkele demo’s af. Deze werkwijze heeft ook een goede uitwerking op de film gehad, omdat, zo zei Santaolalla in een interview ‘‘Iñarritu de ziekenhuisscènes met Sean Penn opgenomen heeft met mijn demo op de achtergrond. […] Hij heeft een keer zijn cast bijeengeroepen en speelde toen al mijn demo’s voor hen, zodat ze een soortement in de muzikale atmosfeer van de film zouden raken.’’

## Tracklist
Alle muziek geschreven door Gustavo Santaolalla, tenzij anders vermeld.
1. "Do We Lose 21 Grams?" – 2:28
2. "Can Things Be Better?" – 1:16
3. "Did This Really Happen?" – 1:02
4. "Cut Chemist Suite" (Willie Abers, Charlie Stewart[4]) – 4:32
5. "Should I Let Her Know?" – 1:27
6. "Can Emptiness Be Filled?" – 1:05
7. "Shake, Rattle and Roll" (Charles E. Calhoun) – 6:09
8. "Can I Be Forgiven?" (Gustavo Santaolalla, Mike Morgan[5]) – 1:37
9. "Low Rider" (War, Jerry Goldstein[6]) – 3:08
10. "Is There A Way To Help Her?" – 0:45
11. "Does He Who Looks For The Truth, Deserve The Punishment For Finding It?" – 1:41
12. "You’re Losing Me" (Ann Sexton[7]) – 2:17
13. "Can Dry Leaves Help Us?" – 3:53
14. "Can We Mix The Unmixable?" – 1:59
15. "Can Light Be Found In The Darkness?" – 2:22
16. "When Our Wings Are Cut, Can We Still Fly?" – 2:27

## Bezetting
Een uitgebreidere bezitting dan onderstaande is te vinden in de database van AllMusic.
- Gustavo Santaolalla – componist; gitaar; viool; fluit; harmonium; vibrafoon; percussie; ronroco; mixage; productie
- Mike Morgan – medecomponist
- Benicio Del Toro – zang
- Javier Casalla – viool
- Jorge Trivisonno – bandoneon
- Michael Burr – contrabas
- Osvaldo Golijov – arrangementen
- Anibal Kerpel – productie; geluidstechniek; remixage
- Sebastian Escofet – loops; remixage

## Prijzen
In 2004 won Gustavo Santaolalla voor zijn aandeel in de 21 Gramssoundtrack de prijs Discovery of the Year (Ontdekking van het jaar) bij de World Soundtrack Awards.